# Didiévi (underprefektur)
Didiévi är en underprefektur i Elfenbenskusten. Den ligger i departementet med samma namn, i den centrala delen av landet, 70 km nordost om huvudstaden Yamoussoukro.